# Гленн Морріс
Гленн Едгар Морріс (англ. Glenn Edgar Morris; нар. 18 червня 1912 — пом. 31 січня 1974) — американський легкоатлет, який спеціалізувався в десятиборстві.

## З життєпису
Олімпійський чемпіон з десятиборства (1936).
Чемпіон США та переможець олімпійських відбіркових змагань США з десятиборства (1936). Бронзовий призер чемпіонату США з бігу на 400 метрів з бар'єрами (1935).
Ексрекордсмен світу з десятиборства — 7900 (1936).
По завершенні легкоатлетичної кар'єри недовго грав у американський футбол в Національній футбольній лізі. Знявся у трьох фільмах, в одному з яких зіграв роль Тарзана. Під час Другої світової війни служив на Тихоокеанському фронті.

## Визнання
- Приз Джеймса Саллівана[en] (як найкращому спортсмену-аматору США) (1936)
- Член Зали слави легкої атлетики США (2007)
- 2011 року на честь Морріса був перейменований критий спортивний комплекс Університету штату Колорадо у Форт-Коллінсі — «Glenn Morris Field House»

## Відео
- Виступ Морріса на Олімпіаді-1936 (кадри з фільму «Олімпія» (1938), режисер Лені Ріфеншталь) на YouTube
- Короткометражний фільм «Decathlon Challenge: The Story of Glenn Morris» (1937) на YouTube